# 沈恺曾
沈愷曾（1661年—1711年），字虞士，号樂存，浙江湖州府歸安縣人，清朝官員，進士出身。
康熙十六年（1677年）中举人，二十一年（1682年）进士登第，授翰林院庶吉士。三十年（1691年）升山东道监察御史。此后历任山西、浙江、河南道事。三十八年（1699年），巡视两广盐课，后回京复掌山西道。在丁父忧期间，因受广东运使牵连，免官而去。著有《耒雨吟稿》、《东南水利议》、《西台奏疏》、《四书义名》、《苹洲偶存》等。